# Merry-la-Vallée
Merry-la-Vallée é uma comuna francesa na região administrativa de Borgonha-Franco-Condado, no departamento de Yonne. Estende-se por uma área de 18,11 km². Em 2010 a comuna tinha 383 habitantes (densidade: 21,1 hab./km²).